# Acidose lactique
 Mise en garde médicale
L'acidose lactique est un trouble de l'équilibre acido-basique du corps (acidose) due à un excès d'acide lactique.

## Causes
L'acidose lactique peut survenir dans le cas d'un collapsus, qu'il soit hémorragique, cardiogénique ou septique, ou d'une insuffisance respiratoire, entraînant une diminution de l'oxygène dans l'organisme. Cette cause est la plus fréquente.
Les causes d'acidose lactique sont multiples, incluant :
- Affections génétiques
  - Syndrome MELAS
  - Diabète sucré
  - Maladie génétique du métabolisme des glucides
  - Acidose lactique congénitale type Saguenay Lac Saint Jean
  - Lymphome
  - déficience en pyruvate déshydrogénase
- Médicaments
  - phenformine
  - Metformine
  - Isoniazide
  - Nucléoside INTI
  - Cyanure de potassium (Intoxication au cyanure)
  - Paracétamol à doses massives (habituellement plus de 40 g)[2]
- Autres
  - Toxicité alcoolique
  - Maladie hépatique
  - Cétoacidose diabétique
  - Exercice musculaire
  - Hypoperfusion locale (ischémie intestinale, forte cellulite (infection)…)
  - Lymphomes et leucémies[3], probablement secondaire à l'hypermétabolisme tumoral.

La classification Cohen-Woods distingue les catégories de causes d'acidose lactiques ainsi :
- Type A: perte d'oxygénation ou de perfusion
- Type B:
  - B1: Maladies sous-jacentes (causant parfois des type A)
  - B2: Intoxication ou médicamenteuse
  - B3: Maladie métabolique génétique

## Mécanisme
La plupart des cellules brûlent le glucose pour former de l’eau et du CO2. Ce processus se fait en deux étapes : le glucose est transformé dans un premier temps en pyruvate (glycolyse). Puis les mitochondries oxydent le pyruvate en eau et en CO2 par le cycle de Krebs et phosphorylation oxydative. Cette seconde étape nécessite de l’oxygène et produit de l’ATP, le vecteur d’énergie de la cellule pour produire du travail comme la contraction musculaire.
Quand l’énergie de l’ATP est utilisée, des protons sont produits. Normalement, les mitochondries réincorporent ces protons dans l’ATP, empêchant leur accumulation et maintenant ainsi un pH neutre.
Si l’apport en oxygène est insuffisant (hypoxie), les mitochondries sont incapables de continuer la synthèse de l’ATP à un débit suffisant aux besoins de la cellule (deuxième étape du processus) tandis que la première étape (glycolyse) se fait bien en quantité suffisante.
Il en résulte un excès de pyruvate qui est converti en lactate et relâché par la cellule dans le flux sanguin, où il s’accumule.
L’augmentation du nombre glycolyse compense la phosphorylation oxydative et la perte d’ATP, mais elle ne neutralise pas les protons résultants de l’hydrolyse de l’ATP. En conséquence, la concentration protonique (acidité) augmente et cause l’acidose.[réf. souhaitée]
Il est faussement répandu l’idée que l’excès de protons de l’acidose lactique est dû à la production d’acide lactique. C’est une erreur, les cellules ne produisant pas d’acide lactique, le pyruvate est converti directement en lactate, la forme anionique de l’acide lactique. Quand l’excès de lactate intracellulaire est relâché dans le sang, le maintien de la neutralité électrique nécessite le relâchement parallèle d’un cation (un proton H+, par exemple). Cela peut diminuer le pH sanguin.
La glycolyse couplée à la production de lactate ne produit pas d’excès de proton contrairement à la production de pyruvate.
La production de lactate est stable intracellulairement : l’enzyme productrice de lactate, la lactate déshydrogénase, utilise un proton par molécule de pyruvate transformée. Quand le système est saturé, la cellule relâchera le lactate dans le flux sanguin.
L’hypoxie cause à la fois l’augmentation de lactate et l’acidose, et le lactate est un bon indice d’hypoxie, mais le lactate n’est pas en lui-même la cause de l’acidose.
L’acidose lactique survient parfois sans hypoxie, par exemple lors de rares troubles congénitaux où les mitochondries fonctionnent en sous capacité. Dans de tels cas, quand le corps a besoin de davantage d’énergie que d’habitude comme durant un exercice, les mitochondries ne peuvent fournir suffisamment d’ATP et l’acidose lactique en résulte. Les types de muscles avec peu de mitochondries basés préférentiellement sur la glycolyse pour la production d’ATP (les fibres « rapides » (type IIa ou « blanches »)) sont naturellement plus enclin à l’acidose lactique.

## Symptômes
L'acidose lactique se traduit par une baisse du volume sanguin (hypovolémie) et un état de choc.
Les signes de l'acidose lactique ne sont pas spécifiques. Le sujet présente une respiration profonde et rapide, des nausées vomitives, des douleurs diffuses, abdominales parfois intenses, thoraciques...

## Diagnostic
L'acidose lactique est suspectée devant une acidose métabolique avec trou anionique augmenté, cette dernière anomalie n'étant toutefois pas constante.
Le dosage de la concentration sanguine en lactates fait le diagnostic, les valeurs seuils différent suivant les laboratoires.

## Traitement
Il consiste en la ventilation artificielle (afin de corriger l'hypoxémie) ainsi qu'en l'alcalinisation par perfusion de bicarbonates.
La cause du déséquilibre doit être identifiée et traitée.

## Pronostic
Il s'agit d'un facteur de mauvais pronostic avec un risque de mortalité augmenté chez les patients en état de choc avec acidose lactique par rapport aux formes sans acidose lactique.
En l'absence de traitement, l'acidose lactique évolue vers des troubles de la conscience (coma possible) et des défaillances viscérales qui font toute la gravité de ce trouble: collapsus puis état de choc, insuffisance rénale ou hépatique, troubles de la coagulation, épuisement respiratoire...